# Кирил Сергинов
Кирил Сергинов е един от първите български рок музиканти, както и един от първите алтернативни художници работили през 60-те, 80-те и 90-те години на двадесети век. Участва и организира множество концерти, изложби и неформални културни събития свързани с музиката, литературата и изобразителното изкуство.

## Музика
През 1957 година създава група „Щастливия магнит“ свири на китара, барабани и е воколист на групата в която участват Аспарух Янков (акордеон), Александър Миленов (тромпет) и Петър Гюров (тромпет).
През 1962 година създава първата в Перник рок група „Пернишките братя“ и става притежател на една от първите бас-китари изработени в България. Тя съществува до 1965 г. По късно свири в групите „Ритмус“, „Стримони“, През деветдесетте създава групата „Стримони блус екшън“ в която свири и сина му Борис Сергинов.

## Художник
Творческите му проекти са в областта на акварела, живописта. пърформънса, инсталацията, фотографията,
През 1994 – 95 г. водещ и автор на предаването за джаз „Музикална сергия“ в радио „КРАКРА“ 
Негови стихове са публикувани в различни български издания.
Член на СБХ, секция „Живопис“ и Международно сдружение „МАСТЕР“